# Pablo Stoll
Pablo Guillermo Stoll Ward, mais conhecido como Pablo Stoll (Montevidéu, 13 de outubro de 1974) é um cineasta uruguaio. Codiretor com Juan Pablo Rebella dos longas-metragens 25 Watts e Whisky, vencedores de inúmeros prêmios cinematográficos internacionais.

## Biografia
Estudou o curso de Comunicação Social na Universidade Católica do Uruguai, onde conheceu Juan Pablo Rebella. Formaram-se em 1999 e desde então trabalharam juntos. Inicialmente fez vários curtas-metragens como Buenos y Santos (Bons e Santos) e Víctor y los elegidos (Vítor e os eleitos) sempre trabalhando com Juan Pablo Rebella e com o produtor Fernando Epstein, que também era seu amigo. Os três fundaram a produtora Control Z, e em 2001 lançou seu primeiro longa-metragem, 25 Watts, que obteve grande aceitação do público e da crítica, além de receber várias premiações internacionais. Em 2004 lançaram o que se tornaria seu segundo filme, Whisky, que também obteve várias premiações internacionais. Em 2009 estreou Hiroshima, seu primeiro longa-metragem após a morte de Juan Pablo Rebella, ocorrida em 2006.